# Camp de réfugiés de Choucha

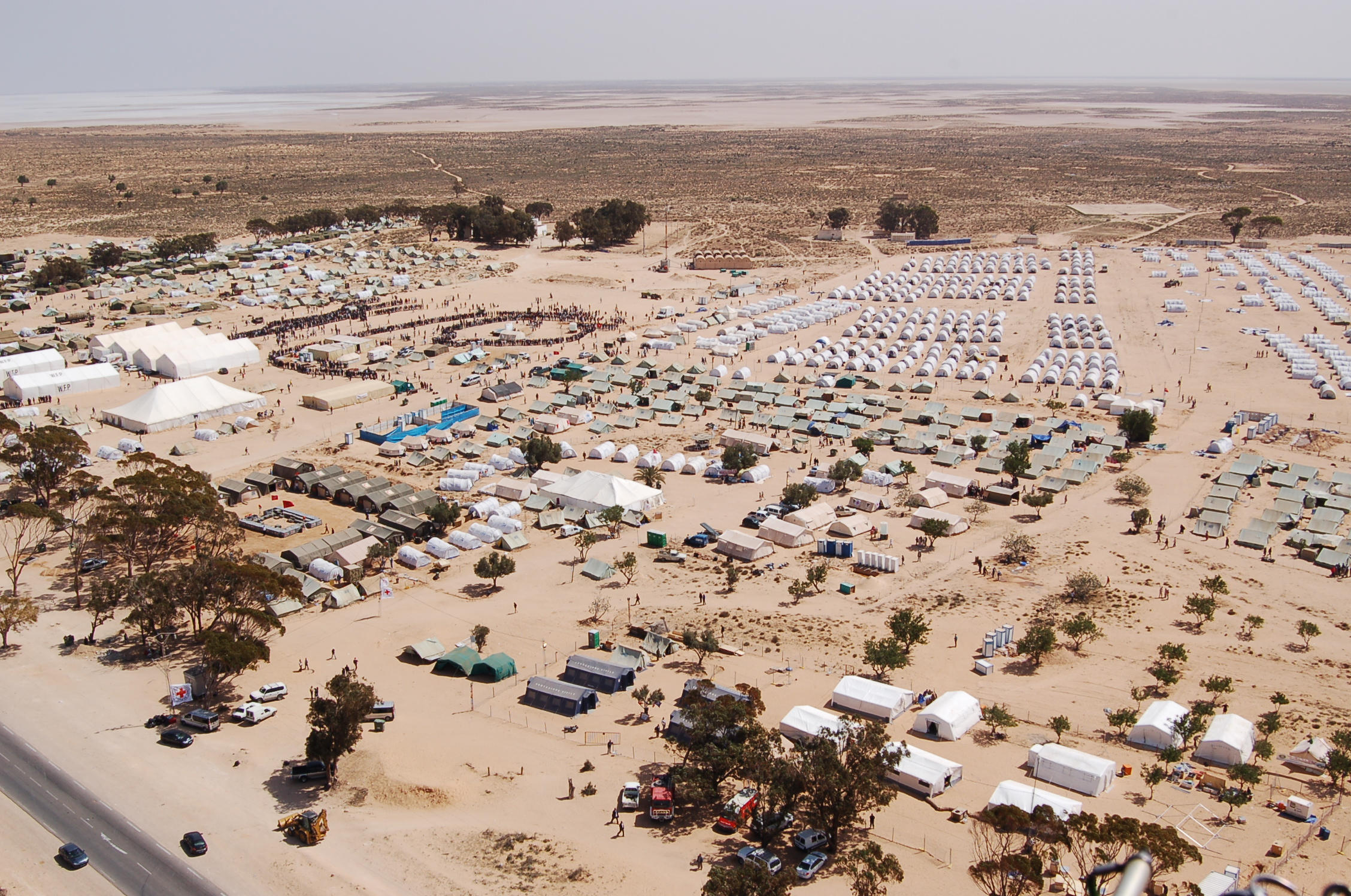
Vue aérienne du camp de réfugiés de Choucha.

Le camp de réfugiés de Choucha est un camp de réfugiés situé en Tunisie, dans le gouvernorat de Médenine à sept kilomètres du poste frontière de Ras Jedir et à 25 kilomètres de la ville de Ben Gardane. Il est créé le 24 février 2011. Plusieurs centaines de milliers de réfugiés y transitent durant la première guerre civile libyenne ainsi que par les camps de Remada, d'El Hayet et de Tataouine. Alors que les réfugiés libyens sont accueillis dans des familles tunisiennes ou s'établissent temporairement dans la capitale du pays, Tunis, les réfugiés subsahariens, notamment de Somalie, d'Érythrée et du Soudan, demeurent dans les camps de réfugiés. En mars 2012, le camp de Choucha accueille entre 3 000 et 4 000 réfugiés de différentes nationalités, principalement subsahariennes mais aussi asiatiques, ainsi que des Palestiniens.

## Situation humanitaire

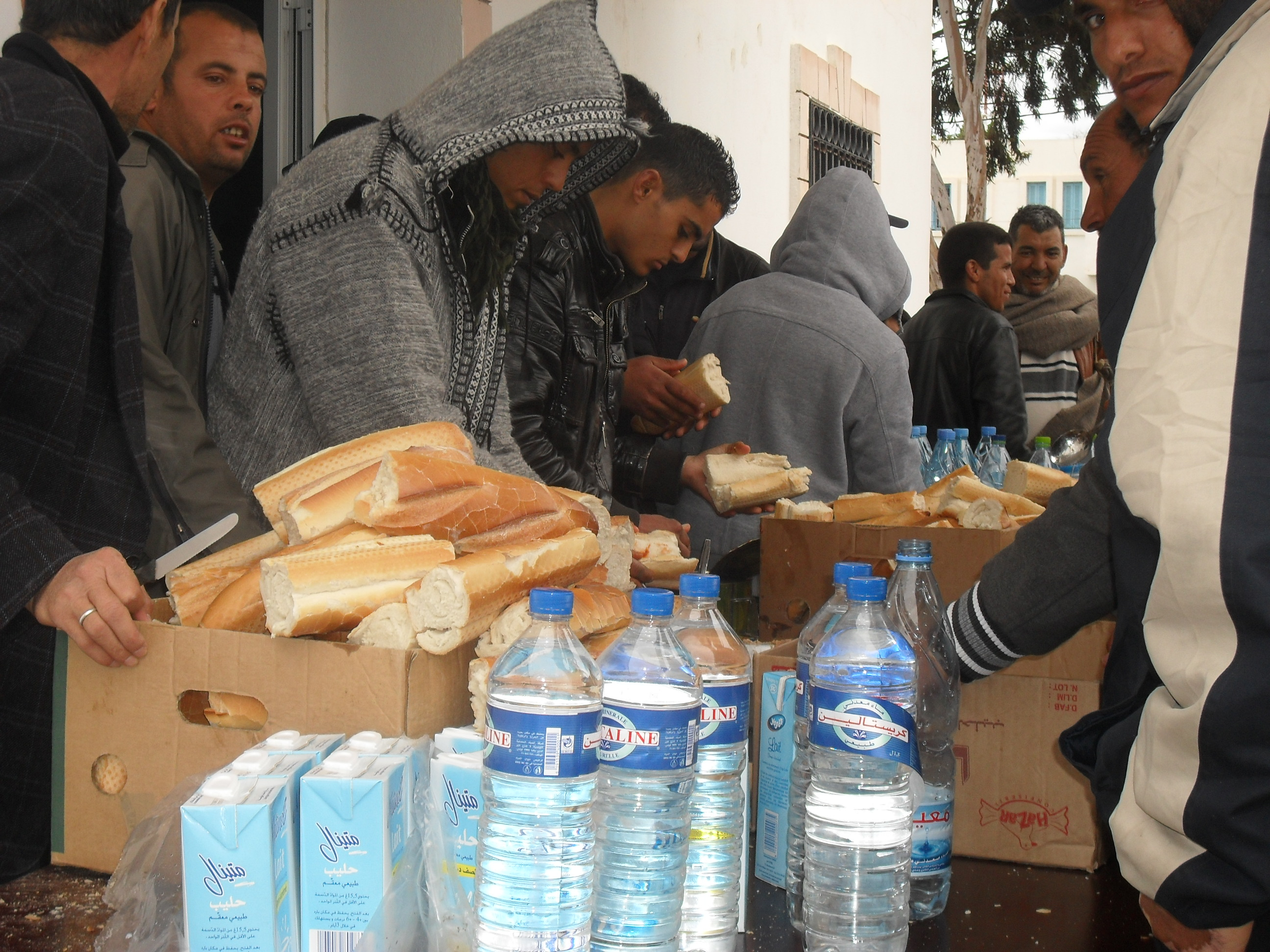
Baguettes et bouteilles d'eau offertes aux réfugiés arrivés de Libye.

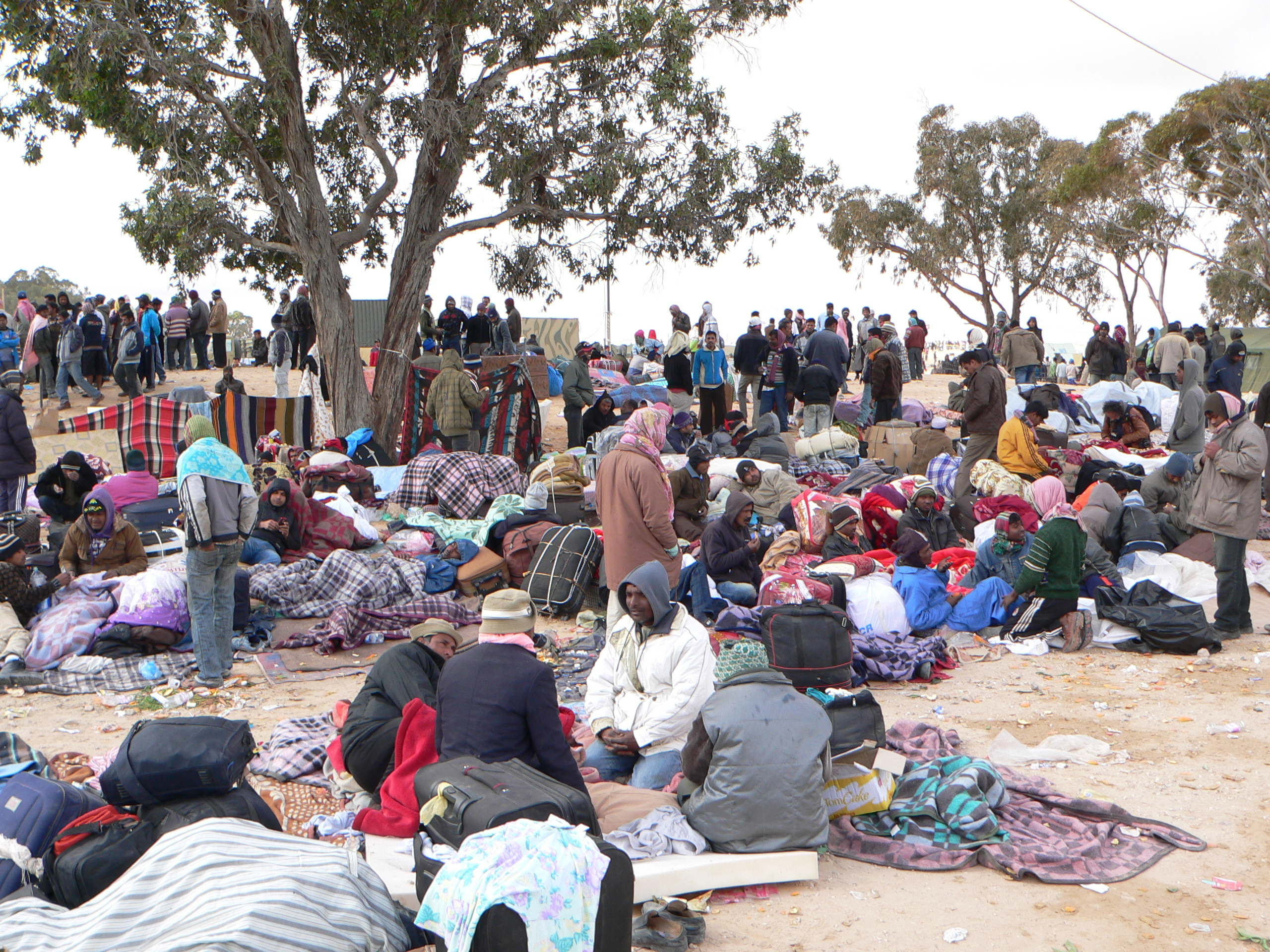
Réfugiés bangladeshis au camp de Choucha.

À la suite de sa construction, le camp connaît une grave crise humanitaire, à laquelle de nombreux Tunisiens réagissent en y apportant leurs dons de vêtement et de nourriture. Le camp coexiste alors avec plusieurs autres camps créés dans la région par des organisations internationales ou des États intervenant dans la guerre civile libyenne ; ces autres camps ferment quelques mois plus tard.

## Situation juridique des réfugiés
Les réfugiés sont placés dans le camp dans l'attente de leur départ vers leur pays de nationalité organisé par l'Organisation internationale pour les migrations ou, pour ceux qui ne peuvent y aller, du traitement de leur demande d'asile ou encore, pour ceux pour lesquels celle-ci a été acceptée, dans l'attente de leur réinstallation dans un pays européen, aux États-Unis ou en Australie. La Tunisie ne disposant pas de loi sur l'asile, ni de système de traitement des demandes d'asile, c'est auprès du Haut Commissariat des Nations unies pour les réfugiés (HCR) que sont déposées les demandes dans le camp.
La procédure de demande d'asile consiste en un entretien avec des agents du HCR. À la suite de cet entretien, une première décision est prise qui, en cas de refus, peut faire l'objet d'une nouvelle demande d'entretien ; la seconde décision est irrévocable.
Il n'existe pas de disposition dans la loi tunisienne selon laquelle ces personnes peuvent être privées de liberté. Or, la sortie du camp de Choucha leur reste interdite.
En décembre 2011, seules la Belgique et la Norvège ont donné leur accord pour des réinstallations de réfugiés sur leur territoire. La France n'a pour sa part pas donné son accord pour des réinstallations. En janvier 2012, un réfugié sur cinq, pour lequel une demande d'asile a été faite, a été accepté par un pays de réinstallation, cela sans parler des délais de procédure pour que la réinstallation soit effective.
Les départs pour les réinstallations concernent généralement des groupes de quelques dizaines de personnes,.

## Situation sociale
Le camp est incendié à deux reprises, en mai 2011 et mars 2012 ; les auteurs de ces incendies restent inconnus. En mai, des incidents éclatent entre l'armée tunisienne, la garde nationale, des réfugiés habitant le camp et des habitants de la ville voisine de Ben Gardane ; ces incidents font au moins six morts.
En juillet 2011, l'association humanitaire française Médecins sans frontières dénonce les conditions d'accueil des réfugiés dans le camp. Devant la lenteur des procédures d'asile, certains réfugiés préfèrent repartir vers la Libye afin d'embarquer dans des bateaux pour l'Europe.
En novembre 2011, une révolte des salariés tunisiens éclate dans le camp ; ces salariés, en majorité recrutés dans la ville voisine de Ben Gardane, demandent une hausse de leurs salaires. Ils séquestrent des salariés internationaux du HCR pendant plusieurs heures.
En février 2012, les réfugiés critiquent le HCR sur la lenteur des procédures ; certains demandent leur régularisation. À la fin février 2012, la chapelle du camp est incendiée ; les auteurs de cet incendie restent inconnus.
En mars 2012, une nouvelle protestation des employés tunisiens du camp éclate à la suite de leur licenciement par le HCR. Ce personnel, qui était chargé entre autres de nettoyer les ordures, effectue un sit-in devant les tentes de l'administration du camp. Les ordures s'entassent dans le camp, rendant la situation humanitaire difficile à tenir et augmentant la pression sur les réfugiés pour qu'ils quittent le camp cela alors même que le HCR venait de déclarer que les standards sanitaires du camp étaient supérieurs aux exigences internationales.

## Enjeux politiques
La construction de ce camp dans le contexte de crise en Libye et en Tunisie renforce la coopération entre le HCR et le gouvernement tunisien. La présence du HCR en Tunisie s'est accrue, ainsi que son personnel local et international. La présence, tant des réfugiés que du HCR, a poussé le gouvernement tunisien à envisager une loi sur l'asile, auparavant inexistante ; le HCR collabore au développement de cette loi.
Lors d'une visite de trois jours en Tunisie, en mars 2012, le Haut Commissaire des Nations unies pour les réfugiés, António Guterres, demande aux autorités tunisiennes de trouver une réponse à la situation des personnes qui se trouvent encore au camp de Choucha.
Toujours en mars 2012, le HCR déclare que le camp de Choucha devait autonomiser sa gestion et que l'aide apportée par les Nations unies était une aide à une situation d'urgence qui ne pouvait se pérenniser comme programme de développement, tout en incitant les autorités tunisiennes à trouver une solution.
Le camp devait fermer le 30 juin 2013,.

## Visites officielles
Le 30 mars 2011, une caravane culturelle prend la direction du camp de Choucha, avec des personnalités des arts et du spectacle. Le 21 décembre 2011, le président de la République tunisienne, Moncef Marzouki, visite le camp de Choucha.

## Organisations et institutions présentes dans le camp
- Armée tunisienne
- Forces armées royales marocaines
- Croissant rouge tunisien
- Haut Commissariat des Nations unies pour les réfugiés
- Save the Children
- Danish Refugee Council
- Islamic Relief Worldwide
- UNICEF
- Médecins sans frontières
- Ministère de la Santé